# 2014-es WEC São Pauló-i 6 órás verseny
| Pályarajz | Pályarajz               | Pályarajz                                           |
| --------- | ----------------------- | --------------------------------------------------- |
|           |                         |                                                     |
| Győztesek |                         |                                                     |
| Kategória | Csapat                  | Versenyzők                                          |
| LMP1-H    | #14 Porsche Team        | Marc Lieb Romain Dumas Neel Jani                    |
| LMP1-L    | #13 Rebellion Racing    | Dominik Kraihamer Andrea Belicchi Fabio Leimer      |
| LMP2      | #47 KCMG                | Matthew Howson Richard Bradley Alexandre Imperatori |
| LMGTE Pro | #97 Aston Martin Racing | Darren Turner Stefan Mücke                          |
| LMGTE Am  | #98 Aston Martin Racing | Paul Dalla Lana Pedro Lamy Christoffer Nygaard      |

2014-es WEC São Pauló-i 6 órás verseny a Hosszútávú-világbajnokság 2014-es szezonjának nyolcadik és egyben futama volt, amelyet  november 28. és november 30. között  tartottak meg a Autódromo José Carlos Pace versenypályán. A fordulót Marc Lieb, Romain Dumas és Neel Jani triója nyerte meg, akik a hibridhajtású Porsche Team csapatának versenyautóját vezették.

## Időmérő
A kategóriák leggyorsabb versenyzői vastaggal vannak kiemelve.
| Poz. | Kategória | Csapat                   | Átlagidő | Különbség | Rajthely |
| ---- | --------- | ------------------------ | -------- | --------- | -------- |
| 1.   | LMP1-H    | #20 Porsche Team         | 1:17,676 |           | 1        |
| 2.   | LMP1-H    | #14 Porsche Team         | 1:17,783 | +0,107    | 2        |
| 3.   | LMP1-H    | #8 Toyota Racing         | 1:18,070 | +0,394    | 3        |
| 4.   | LMP1-H    | #2 Audi Sport Team Joest | 1:18,889 | +1,213    | 4        |
| 5.   | LMP1-H    | #7 Toyota Racing         | 1:18,920 | +1,244    | 5        |
| 6.   | LMP1-H    | #1 Audi Sport Team Joest | 1:18,983 | +1,307    | 6        |
| 7.   | LMP1-L    | #12 Rebellion Racing     | 1:21,127 | +3,451    | 7        |
| 8.   | LMP1-L    | #13 Rebellion Racing     | 1:21,644 | +3,968    | 8        |
| 9.   | LMP1-L    | #9 Lotus                 | 1:22,081 | +4,405    | 9        |
| 10.  | LMP2      | #26 G-Drive Racing       | 1:24,463 | +6,787    | 10       |
| 11.  | LMP2      | #47 KCMG                 | 1:24,483 | +7,167    | 11       |
| 12.  | LMP2      | #37 SMP Racing           | 1:25,256 | +7,580    | 12       |
| 13.  | LMP2      | #27 SMP Racing           | 1:25,400 | +7,724    | 13       |
| 14.  | LMGTE Pro | #97 Aston Martin Racing  | 1:30,111 | +12,435   | 14       |
| 15.  | LMGTE Pro | #92 Porsche Team Manthey | 1:30,259 | +12,583   | 15       |
| 16.  | LMGTE Pro | #99 Aston Martin Racing  | 1:30,312 | +12,636   | 16       |
| 17.  | LMGTE Am  | #98 Aston Martin Racing  | 1:30,401 | +12,725   | 17       |
| 18.  | LMGTE Am  | #95 Aston Martin Racing  | 1:30,493 | +12,817   | 18       |
| 19.  | LMGTE Pro | #91 Porsche Team Manthey | 1:30,536 | +12,860   | 19       |
| 20.  | LMGTE Pro | #71 AF Corse             | 1:30,565 | +12,889   | 20       |
| 21.  | LMGTE Am  | #81 AF Corse             | 1:30,882 | +13,206   | 21       |
| 22.  | LMGTE Pro | #51 AF Corse             | 1:30,908 | +13,232   | 22       |
| 23.  | LMGTE Am  | #61 AF Corse             | 1:31,057 | +13,381   | 23       |
| 24.  | LMGTE Am  | #90 8 Star Motorsports   | 1:31,483 | +13,807   | 24       |
| 25.  | LMGTE Am  | #75 Prospeed Competition | 1:31,511 | +13,385   | 25       |
| 26.  | LMGTE Am  | #88 Proton Competition   | 1:34,865 | +17,189   | 26       |

## Verseny
A résztvevőknek legalább a versenytáv 70%-át (174 kört) teljesíteniük kellett ahhoz, hogy az elért eredményüket értékeljék. A kategóriák leggyorsabb versenyzői vastaggal vannak kiemelve.
| Helyezés | Kategória | #  | Csapat                | Versenyzők                                            | Kasztni                          | Gumi | Kör | Idő/Hátrány/Kiesés |
| Helyezés | Kategória | #  | Csapat                | Versenyzők                                            | Motor                            | Gumi | Kör | Idő/Hátrány/Kiesés |
| -------- | --------- | -- | --------------------- | ----------------------------------------------------- | -------------------------------- | ---- | --- | ------------------ |
| 1.       | LMP1-H    | 14 | Porsche Team          | Romain Dumas Neel Jani Marc Lieb                      | Porsche 919 Hybrid               | M    | 249 | 6:01:44,608        |
| 1.       | LMP1-H    | 14 | Porsche Team          | Romain Dumas Neel Jani Marc Lieb                      | Porsche 2.0 L Turbo V4           | M    | 249 | 6:01:44,608        |
| 2.       | LMP1-H    | 8  | Toyota Racing         | Anthony Davidson Sébastien Buemi                      | Toyota TS040 Hybrid              | M    | 249 | +0,170             |
| 2.       | LMP1-H    | 8  | Toyota Racing         | Anthony Davidson Sébastien Buemi                      | Toyota 3.7 L V8                  | M    | 249 | +0,170             |
| 3.       | LMP1-H    | 1  | Audi Sport Team Joest | Lucas di Grassi Loïc Duval Tom Kristensen             | Audi R18 e-tron quattro          | M    | 248 | +1 kör             |
| 3.       | LMP1-H    | 1  | Audi Sport Team Joest | Lucas di Grassi Loïc Duval Tom Kristensen             | Audi TDI 4.0 L Turbo V6 (Diesel) | M    | 248 | +1 kör             |
| 4.       | LMP1-H    | 7  | Toyota Racing         | Alexander Wurz Stéphane Sarrazin Mike Conway          | Toyota TS040 Hybrid              | M    | 248 | +1 kör             |
| 4.       | LMP1-H    | 7  | Toyota Racing         | Alexander Wurz Stéphane Sarrazin Mike Conway          | Toyota 3.7 L V8                  | M    | 248 | +1 kör             |
| 5.       | LMP1-H    | 2  | Audi Sport Team Joest | Marcel Fässler André Lotterer Benoît Tréluyer         | Audi R18 e-tron quattro          | M    | 248 | +1 kör             |
| 5.       | LMP1-H    | 2  | Audi Sport Team Joest | Marcel Fässler André Lotterer Benoît Tréluyer         | Audi TDI 4.0 L Turbo V6 (Diesel) | M    | 248 | +1 kör             |
| 6.       | LMP2      | 47 | KCMG                  | Matthew Howson Richard Bradley Alexandre Imperatori   | Oreca 03R                        | D    | 225 | +24 kör            |
| 6.       | LMP2      | 47 | KCMG                  | Matthew Howson Richard Bradley Alexandre Imperatori   | Nissan VK45DE 4.5 L V8           | D    | 225 | +24 kör            |
| 7.       | LMGTE Pro | 97 | Aston Martin Racing   | Darren Turner Stefan Mücke                            | Aston Martin V8 Vantage GTE      | M    | 221 | +28 kör            |
| 7.       | LMGTE Pro | 97 | Aston Martin Racing   | Darren Turner Stefan Mücke                            | Aston Martin 4.5 L V8            | M    | 221 | +28 kör            |
| 8.       | LMGTE Pro | 92 | Porsche Team Manthey  | Frédéric Makowiecki Patrick Pilet                     | Porsche 911 RSR                  | M    | 221 | +28 kör            |
| 8.       | LMGTE Pro | 92 | Porsche Team Manthey  | Frédéric Makowiecki Patrick Pilet                     | Porsche 4.0 L Flat-6             | M    | 221 | +28 kör            |
| 9.       | LMGTE Pro | 71 | AF Corse              | Davide Rigon James Calado                             | Ferrari 458 Italia GT2           | M    | 221 | +28 kör            |
| 9.       | LMGTE Pro | 71 | AF Corse              | Davide Rigon James Calado                             | Ferrari 4.5 L V8                 | M    | 221 | +28 kör            |
| 10.      | LMGTE Pro | 51 | AF Corse              | Gianmaria Bruni Toni Vilander                         | Ferrari 458 Italia GT2           | M    | 220 | +29 kör            |
| 10.      | LMGTE Pro | 51 | AF Corse              | Gianmaria Bruni Toni Vilander                         | Ferrari 4.5 L V8                 | M    | 220 | +29 kör            |
| 11.      | LMGTE Pro | 99 | Aston Martin Racing   | Alex MacDowall Darryl O'Young Fernando Rees           | Aston Martin V8 Vantage GTE      | M    | 220 | +29 kör            |
| 11.      | LMGTE Pro | 99 | Aston Martin Racing   | Alex MacDowall Darryl O'Young Fernando Rees           | Aston Martin 4.5 L V8            | M    | 220 | +29 kör            |
| 12.      | LMGTE Pro | 91 | Porsche Team Manthey  | Jörg Bergmeister Richard Lietz                        | Porsche 911 RSR                  | M    | 220 | +29 kör            |
| 12.      | LMGTE Pro | 91 | Porsche Team Manthey  | Jörg Bergmeister Richard Lietz                        | Porsche 4.0 L Flat-6             | M    | 220 | +29 kör            |
| 13.      | LMGTE Am  | 98 | Aston Martin Racing   | Paul Dalla Lana Pedro Lamy Christoffer Nygaard        | Aston Martin V8 Vantage GTE      | M    | 219 | +30 kör            |
| 13.      | LMGTE Am  | 98 | Aston Martin Racing   | Paul Dalla Lana Pedro Lamy Christoffer Nygaard        | Aston Martin 4.5 L V8            | M    | 219 | +30 kör            |
| 14.      | LMGTE Am  | 95 | Aston Martin Racing   | Kristian Poulsen David Heinemeier Hansson Nicki Thiim | Aston Martin V8 Vantage GTE      | M    | 219 | +30 kör            |
| 14.      | LMGTE Am  | 95 | Aston Martin Racing   | Kristian Poulsen David Heinemeier Hansson Nicki Thiim | Aston Martin 4.5 L V8            | M    | 219 | +30 kör            |
| 15.      | LMGTE Am  | 81 | AF Corse              | Stephen Wyatt Michele Rugolo Andrea Bertolini         | Ferrari 458 Italia GT2           | M    | 219 | +30 kör            |
| 15.      | LMGTE Am  | 81 | AF Corse              | Stephen Wyatt Michele Rugolo Andrea Bertolini         | Ferrari 4.5 L V8                 | M    | 219 | +30 kör            |
| 16.      | LMGTE Am  | 88 | Proton Competition    | Christian Ried Klaus Bachler Halid Alqubisi           | Porsche 911 RSR                  | M    | 217 | +32 kör            |
| 16.      | LMGTE Am  | 88 | Proton Competition    | Christian Ried Klaus Bachler Halid Alqubisi           | Porsche 4.0 L Flat-6             | M    | 217 | +32 kör            |
| 17.      | LMGTE Am  | 75 | Prospeed Competition  | François Perrodo Emmanuel Collard Matthieu Vaxivière  | Porsche 911 RSR                  | M    | 217 | +32 kör            |
| 17.      | LMGTE Am  | 75 | Prospeed Competition  | François Perrodo Emmanuel Collard Matthieu Vaxivière  | Porsche 4.0 L Flat-6             | M    | 217 | +32 kör            |
| 18.      | LMP1-L    | 13 | Rebellion Racing      | Dominik Kraihamer Andrea Belicchi Fabio Leimer        | Rebellion R-One                  | M    | 214 | +35 kör            |
| 18.      | LMP1-L    | 13 | Rebellion Racing      | Dominik Kraihamer Andrea Belicchi Fabio Leimer        | Toyota RV8KLM 3.4 L V8           | M    | 214 | +35 kör            |
| 19.      | LMP1-L    | 12 | Rebellion Racing      | Nicolas Prost Nick Heidfeld Mathias Beche             | Rebellion R-One                  | M    | 211 | +38 kör            |
| 19.      | LMP1-L    | 12 | Rebellion Racing      | Nicolas Prost Nick Heidfeld Mathias Beche             | Toyota RV8KLM 3.4 L V8           | M    | 211 | +38 kör            |
| 20.      | LMP2      | 27 | SMP Racing            | Szergej Zlobin Nicolas Minassian Maurizio Mediani     | Oreca 03R                        | M    | 207 | +42 kör            |
| 20.      | LMP2      | 27 | SMP Racing            | Szergej Zlobin Nicolas Minassian Maurizio Mediani     | Nissan VK45DE 4.5 L V8           | M    | 207 | +42 kör            |
| 21.      | LMGTE Am  | 61 | AF Corse              | Emerson Fittipaldi Alessandro Pier Guidi Jeff Segal   | Ferrari 458 Italia GT2           | M    | 186 | +63 kör            |
| 21.      | LMGTE Am  | 61 | AF Corse              | Emerson Fittipaldi Alessandro Pier Guidi Jeff Segal   | Ferrari 4.5 L V8                 | M    | 186 | +63 kör            |
| Ki       | LMP1-H    | 20 | Porsche Team          | Timo Bernhard Mark Webber Brendon Hartley             | Porsche 919 Hybrid               | M    | 236 |                    |
| Ki       | LMP1-H    | 20 | Porsche Team          | Timo Bernhard Mark Webber Brendon Hartley             | Porsche 2.0 L Turbo V4           | M    | 236 |                    |
| Ki       | LMGTE Am  | 90 | 8 Star Motorsports    | Gianluca Roda Paolo Ruberti Matteo Cressoni           | Ferrari 458 Italia GT2           | M    | 205 |                    |
| Ki       | LMGTE Am  | 90 | 8 Star Motorsports    | Gianluca Roda Paolo Ruberti Matteo Cressoni           | Ferrari 4.5 L V8                 | M    | 205 |                    |
| Ki       | LMP2      | 37 | SMP Racing            | Kirill Ladigin Anton Ladigin Viktor Saitar            | Oreca 03R                        | M    | 136 |                    |
| Ki       | LMP2      | 37 | SMP Racing            | Kirill Ladigin Anton Ladigin Viktor Saitar            | Nissan VK45DE 4.5 L V8           | M    | 136 |                    |
| Ki       | LMP1-L    | 9  | Lotus                 | Pierre Kaffer Lucas Auer                              | CLM P1/01                        | M    | 60  |                    |
| Ki       | LMP1-L    | 9  | Lotus                 | Pierre Kaffer Lucas Auer                              | AER P60 Turbo V6                 | M    | 60  |                    |
| Ki       | LMP2      | 26 | G-Drive Racing        | Roman Ruszinov Olivier Pla Julien Canal               | Ligier JS P2                     | D    | 41  |                    |
| Ki       | LMP2      | 26 | G-Drive Racing        | Roman Ruszinov Olivier Pla Julien Canal               | Nissan VK45DE 4.5 L V8           | D    | 41  |                    |

## A világbajnokság végeredménye
LMP1 (Teljes táblázat)
| H  | Versenyzők                                    | Pont | H  | Konstruktőrök | Pont |
| -- | --------------------------------------------- | ---- | -- | ------------- | ---- |
| 1. | Anthony Davidson Sébastien Buemi              | 166  | 1. | Toyota        | 289  |
| 2. | Marcel Fässler André Lotterer Benoît Tréluyer | 127  | 2. | Audi          | 244  |
| 3. | Romain Dumas Neel Jani Marc Lieb              | 117  | 3. | Porsche       | 193  |
| 4. | Tom Kristensen Lucas di Grassi                | 117  |    |               |      |
| 5. | Alexander Wurz Stéphane Sarrazin              | 116  |    |               |      |

GT (Teljes táblázat)
| H  | Versenyzők                    | Pont  | H  | Konstruktőrök | Pont |
| -- | ----------------------------- | ----- | -- | ------------- | ---- |
| 1. | Gianmaria Bruni Toni Vilander | 168   | 1. | Ferrari       | 288  |
| 2. | Frédéric Makowiecki           | 134,5 | 2. | Porsche       | 262  |
| 3. | Richard Lietz                 | 111   | 3. | Aston Martin  | 232  |
| 4. | Patrick Pilet                 | 108,5 |    |               |      |
| 5. | Darren Turner Stefan Mücke    | 102   |    |               |      |

LMP1 Privát-kupa (Teljes táblázat)
| H  | Versenyzők                                     | Pont | H  | Konstruktőrök        | Pont |
| -- | ---------------------------------------------- | ---- | -- | -------------------- | ---- |
| 1. | Nicolas Prost Nick Heidfeld Mathias Beche      | 204  | 1. | #12 Rebellion Racing | 204  |
| 2. | Dominik Kraihamer Andrea Belicchi Fabio Leimer | 93   | 2. | #13 Rebellion Racing | 93   |
| 3. | Lucas Auer                                     | 33   | 3. | Lotus                | 33   |
| 4. | Christophe Bouchut James Rossiter              | 18   |    |                      |      |
| 5. | Pierre Kaffer                                  | 15   |    |                      |      |

LMP2 (Teljes táblázat)
| H  | Versenyzők                              | Pont | H  | Konstruktőrök  | Pont |
| -- | --------------------------------------- | ---- | -- | -------------- | ---- |
| 1. | Szergej Zlobin                          | 146  | 1. | #27 SMP Racing | 146  |
| 2. | Roman Ruszinov Olivier Pla Julien Canal | 137  | 2. | G-Drive Racing | 137  |
| 3. | Matthew Howson Richard Bradley          | 130  | 3. | KCMG           | 130  |
| 4. | Anton Ladigin                           | 110  | 4. | #37 SMP Racing | 60   |
| 5. | Maurizio Mediani Nicolas Minassian      | 96   |    |                |      |

LMGTE Am (Teljes táblázat)
| H  | Versenyzők                                     | Pont | H  | Konstruktőrök           | Pont |
| -- | ---------------------------------------------- | ---- | -- | ----------------------- | ---- |
| 1. | David Heinemeier Hansson Kristian Poulsen      | 198  | 1. | #95 Aston Martin Racing | 198  |
| 2. | Paul Dalla Lana Pedro Lamy Christoffer Nygaard | 164  | 2. | #98 Aston Martin Racing | 164  |
| 3. | Nicki Thiim                                    | 144  | 3. | Proton Competition      | 121  |
| 4. | Christian Ried Halid Alqubisi                  | 121  | 4. | #61 AF Corse            | 102  |
| 5. | Klaus Bachler                                  | 111  | 5. | #81 AF Corse            | 68   |